# Iris Eliisa Rauskala
Iris Eliisa Rauskala (Helsinki, 14 marzo 1978) è una politica ed economista austriaca.

## Biografia
Nata a Helsinki da padre finlandese e madre austriaca, visse in Finlandia fino ai cinque anni, per poi trasferirsi in Austria.
Terminati gli studi superiori a Wels si è laureata in economia internazionale presso l'Università di Innsbruck nel 2006, lavorando come tirocinante presso il Ministero dell'economia e presso il Ministero dell'istruzione.
Nel giugno 2019 viene nominata Ministro dell'istruzione, della scienza e della ricerca nel governo Bierlein.

## Vita privata
Nel 2019 ha fatto coming out rivelando la sua omosessualità.